# Bad Manners

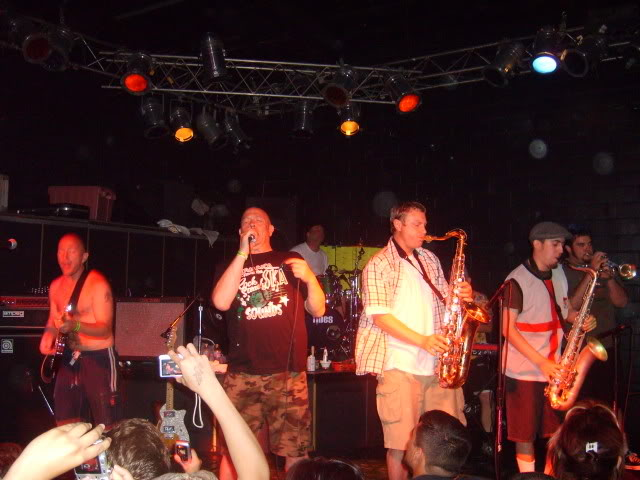
Bad Manners (2007)

Bad Manners (englisch für „Schlechte Manieren“) sind eine britische Skaband der zweiten Welle (auch 2-tone). Zu ihren Hits gehören: My Girl Lollipop, Lip Up Fatty und Special Brew. Die Band um Sänger Buster Bloodvessel ist insbesondere bei Skinheads aus der ganzen Welt beliebt.

## Geschichte

### Gründung und erste Veröffentlichungen (1979–1987)
Gegründet wurden Bad Manners um das Jahr 1979 in London von Bandleader Buster Bloodvessel. Rasch schlug die Band Wellen in der Londoner Untergrund-Musikszene und es bildeten sich durch zahlreiche Konzerte in Kneipen und Clubs einige Fangemeinden. Sogar Labels wurden auf die Band aufmerksam und sie bekam ein Angebot von Magnet Records ohne eine einzige Demoaufnahme veröffentlicht zu haben. Unter Magnet Records wurde dann das Debütalbum Ska'N'B aufgenommen. Der Name spielt auf die Vermischung zweier Genres, dem Ska und dem Blues, an welche auf dem Album überwiegend vorhanden ist. Das Album erschien im Jahr 1980. Dies ermöglichte der Band auch größere Touren und Konzerte in ganz Europa zu spielen. Die drei Folgejahre stellten einen Höhepunkt der Bandgeschichte da. Nicht nur schafften es Bad Manners etliche Male in die Britischen Charts, sie hatten außerdem auch zahlreiche TV-Auftritte, darunter in der Kinderserie Tiswas. Nach einer ausgedehnten Tour durch Finnland, Dänemark, Schweden, Norwegen, England, Irland, Spanien und Italien begab sich die Band erneut ins Studio, um ihr zweites Album aufzunehmen. Diese Aufnahmen fanden sowohl in Orten in Wales als auch in Coventry, statt. Auch nach der Veröffentlichung dieses Albums gingen Bad Manners auf Tour, diesmal jedoch ausschließlich durch Wales. Während der Tour erlitt der damalige Mundharmonikaspieler Alan Sayagg mehrere psychische Zusammenbrüche und er musste die Band vor Ende der Tour verlassen. Später wurde bei ihm eine Form der Schizophrenie diagnostiziert. Er wurde über die Jahre von verschiedenen Übergangsmitgliedern ersetzt.

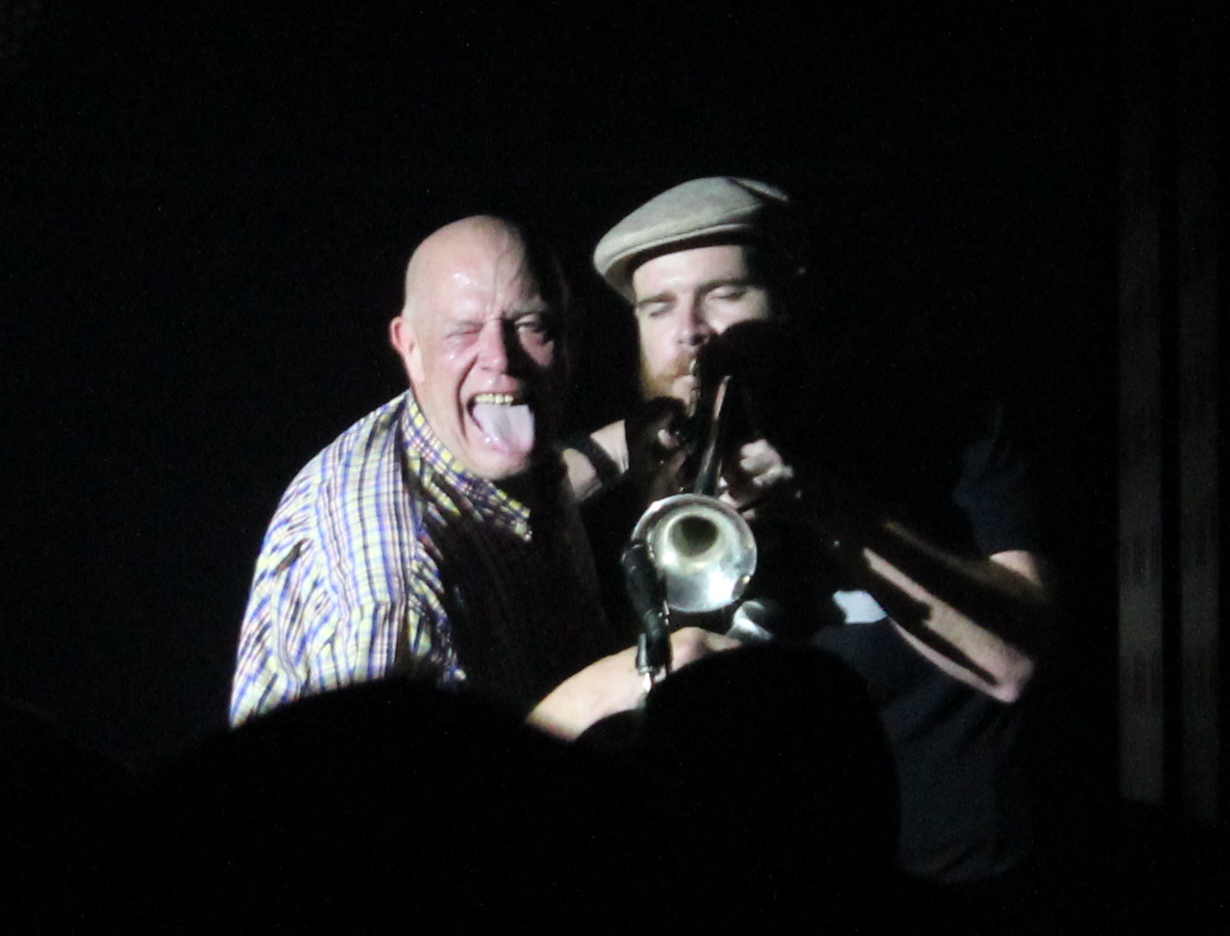
Buster Bloodvessel (2015)

Auch im Folgejahr ließ der Erfolg der Band nicht nach. Zahlreiche belegte erneut zahlreiche Chartplatzierungen und hatte etliche Fernsehauftritte. Darauf folgte aber dann im Herbst 1981 das Album Gosh It’s… Bad Manners. Dieses viel deutlich experimenteller aus und entfernte sich von den musikalischen Wurzeln der Band. Zu dem klassischen Ska mischte Bloodvessel nun auch Elemente aus Jazz, Soul und Latin, die er zuvor während den Touren aufschnappte. Noch im selben Jahr gingen Bad Manners dann auf ihre erste, von einem Label, unabhängige Tour, die von dem Trio Dolly Mixture als Support-Act unterstützt wurde. Auf die Tour folgte jedoch eine weniger erfolgreiche Phase. 1982 veröffentlichten Bad Manners mehrere Singles, von denen es nur eine in die Top 10 der Charts schaffte. Diese wurden von damaliger Populärmusik dominiert und der Ska verlor an Aufmerksamkeit. Sowohl The Selecter als auch The Specials verschwanden aus verschiedenen Gründen aus dem Mainstream und so blieben nur noch Madness und Bad Manners als namentliche Vertreter des Ska zu der Zeit.
In der Mitte der achtziger Jahre gingen dann auch Bad Manners unter. Sie verschwanden aus zeitgenössischen Medien und traten nicht mehr in TV-Sendungen auf. Innere Streitigkeiten und Zukunftsfragen beschäftigten die Gruppe zu der Zeit. Auch finanziell bekam die Band Probleme, weshalb sie versuchten sich mit einem Best-Of Album wieder auf die Bildfläche der Medien zu bewegen. Zwar gelang dies nicht wirklich aber sie bekamen etwas später ein Vertragsangebot des Columbia-Records-Ablegers Portrait Records, der schnell angenommen wurde. Unter Portrait Records erschien dann das Album Mental Notes, welches aber nicht in Europa erwerblich war. Da sich in Europa ein Großteil der Fangemeinden befinden, floppte Mental Notes. Auch auf diesem Album nahmen Bad Manners eine neue musikalische Richtung an; es bewegte sich vom Jazz weg und in Richtung Funk.

### Trennung von Portrait Records und Jimmy Scotts Tod (1987–1999)
Gegen Ende des Jahres 1987 überschlugen sich die schlechten Nachrichten; der Vertrag mit Portrait Records lief aus und die Band lief Gefahr, ganz in den Untergrund zu verschwinden. Außerdem endete eine Tour damit, dass sich beinahe alle Bandmitglieder mit dem Influenza-Virus infizierten. Als diese dann wieder nach England zurückkehrten, entwickelte sich bei Jimmy Scott eine Lungenentzündung, der er erlag. Daraufhin begannen die verbliebenen Bandmitglieder, Geld für Scotts Beerdigung zu sammeln. Zeitgleich bekamen diese aber auch starke Steuerprobleme. Auf Grund dieser finanziellen Schwierigkeiten beschloss Bloodvessel nicht mehr zu neunt, sondern nur noch zu viert weiterzumachen. Dies fand dann unter dem Namen „Buster’s All Stars“ statt. Diese deckte sich aber nahezu mit jener von Bad Manners und beide Gruppen entwickelten sich wenig später wieder zu einer Hauptband. Auch die finanziellen Probleme legten sich nach einiger Zeit und Touren durch Europa und die USA wieder. Dies führte sogar so weit, dass Bloodvessel um das Jahr 1988 herum das Bluebeat-Label erwarb. Unter dem Label konnte Bad Manners dann ihr 1989 erschienenes sechstes Album Return of The Ugly veröffentlichen. 1993 konnte Mundharmonikaspieler Alan Sayagg, der 1980 auf Grund einer Schizophrenie-Erkrankung gezwungen war, die Band zu verlassen, dieser wieder beitreten, da er kaum noch bis keine Symptome zeigte. Die Rückkehr Sayaggs motivierte die Band wieder auf Touren zu gehen, wodurch sie die Aufmerksamkeit des Labels Pork Pie erregte. Unter diesem Label erschien 1992 das Album Fat Sound und fünf Jahre später das achte Studioalbum der Band Don’t knock the Baldhead.

## Diskografie

### Studioalben
- 1980: Ska N’ B (Magnet)
- 1980: Loonee Tunes! (Magnet)
- 1981: Gosh It’s… Bad Manners (Magnet)
- 1982: Forging Ahead (Magnet)
- 1985: Mental Notes (Portrait)
- 1989: Return of The Ugly (Blue Beat)
- 1992: Fat Sound (Pork Pie)
- 1997: Don’t knock the Baldhead (Pork Pie)
- 2003: Stupidity (Grover Records)

### Kompilationen
- 1981: Bad Manners (MCA)
- 1982: Klass (MCA)
- 1983: The Height of Bad Manners (Telstar)
- 1986: Can Can (Hallmark)
- 1986: Live And Loud (Link)
- 1997: This Is Ska (DOJO)
- 1997: Can Can (Harry May)
- 1998: Viva La Ska Revolution (Recall Records)
- 2000: Magnetism: The Very Best of Bad Manners (Warner Music)
- 2000: The Singles Collection (Crash)
- 2005: Special Brew (Warner Music)
- 2008: Walking In The Sunshine: The Best of Bad Manners (Demon Music Group)

## Chartplatzierungen

### Alben
| Jahr | Titel                     | Höchstplatzierung, Gesamtwochen, AuszeichnungChartsChartplatzierungen (Jahr, Titel, Platzierungen, Wochen, Auszeichnungen, Anmerkungen) | Anmerkungen |
| Jahr | Titel                     | UK | Anmerkungen |
| ---- | ------------------------- | --- | ----------- |
| 1980 | Ska ’n’ B                 | UK34 Silber · (13 Wo.)UK |             |
| 1980 | Loonee Tunes!             | UK36 Silber · (12 Wo.)UK |             |
| 1981 | Gosh It’s Bad Manners     | UK18 Silber · (12 Wo.)UK |             |
| 1982 | Forging Ahead             | UK78 (1 Wo.)UK |             |
| 1983 | The Height Of Bad Manners | UK23 (6 Wo.)UK |             |

Weitere Veröffentlichungen
- 1985: Mental Notes
- 1989: Return of the Ugly
- 1992: Fat Sound
- 1997: Heavy Petting
- 2003: Stupidity

### Singles
| Jahr | Titel Album                                      | Höchstplatzierung, Gesamtwochen, AuszeichnungChartsChartplatzierungen (Jahr, Titel, Album, Platzierungen, Wochen, Auszeichnungen, Anmerkungen) | Anmerkungen |
| Jahr | Titel Album                                      | UK | Anmerkungen |
| ---- | ------------------------------------------------ | --- | ----------- |
| 1980 | Ne-Ne Na-Na Na-Na Nu-Nu Ska ’n’ B                | UK28 (14 Wo.)UK |             |
| 1980 | Lip Up Fatty Ska ’n’ B                           | UK15 (14 Wo.)UK |             |
| 1980 | Special Brew Ska ’n’ B                           | UK3 Silber · (13 Wo.)UK |             |
| 1980 | Lorraine Loonee Tunes!                           | UK21 (12 Wo.)UK |             |
| 1981 | Just a Feeling Loonee Tunes!                     | UK13 (9 Wo.)UK |             |
| 1981 | Can Can Gosh It’s Bad Manners                    | UK3 Silber · (13 Wo.)UK |             |
| 1981 | Walkin’ in the Sunshine Gosh It’s Bad Manners    | UK10 (9 Wo.)UK |             |
| 1981 | Buona Sera                                       | UK34 (9 Wo.)UK |             |
| 1982 | Got no Brains Forging Ahead                      | UK44 (4 Wo.)UK |             |
| 1982 | My Girl Lollipop (My Boy Lollipop) Forging Ahead | UK9 (7 Wo.)UK |             |
| 1982 | Samson and Delilah Forging Ahead                 | UK58 (3 Wo.)UK |             |
| 1983 | That’ll do Nicely Forging Ahead                  | UK49 (6 Wo.)UK |             |
| 1989 | Skaville UK Return of the Ugly                   | UK87 (2 Wo.)UK |             |